# Schloss Krugsdorf

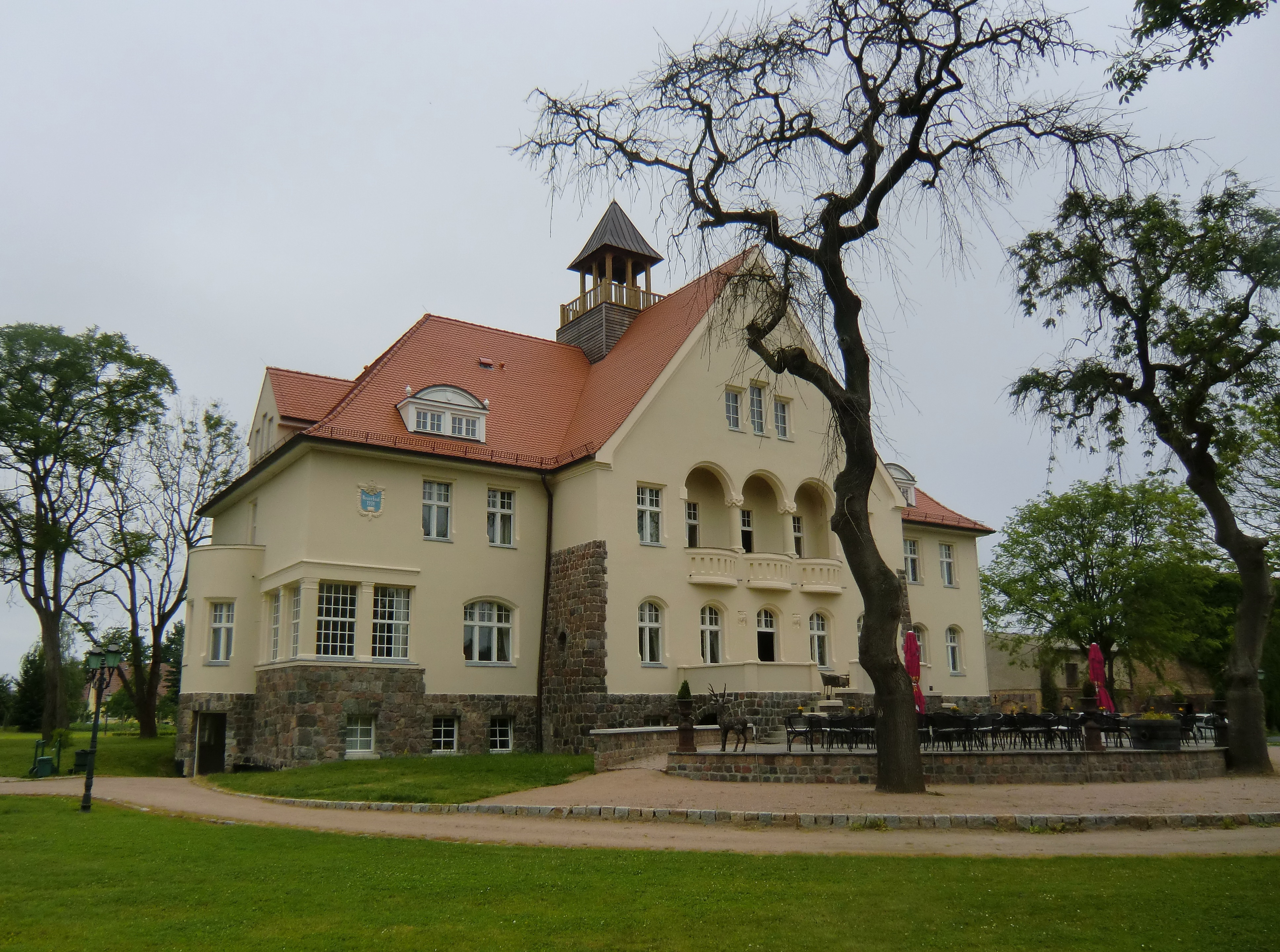
Schloss Krugsdorf, Parkseite

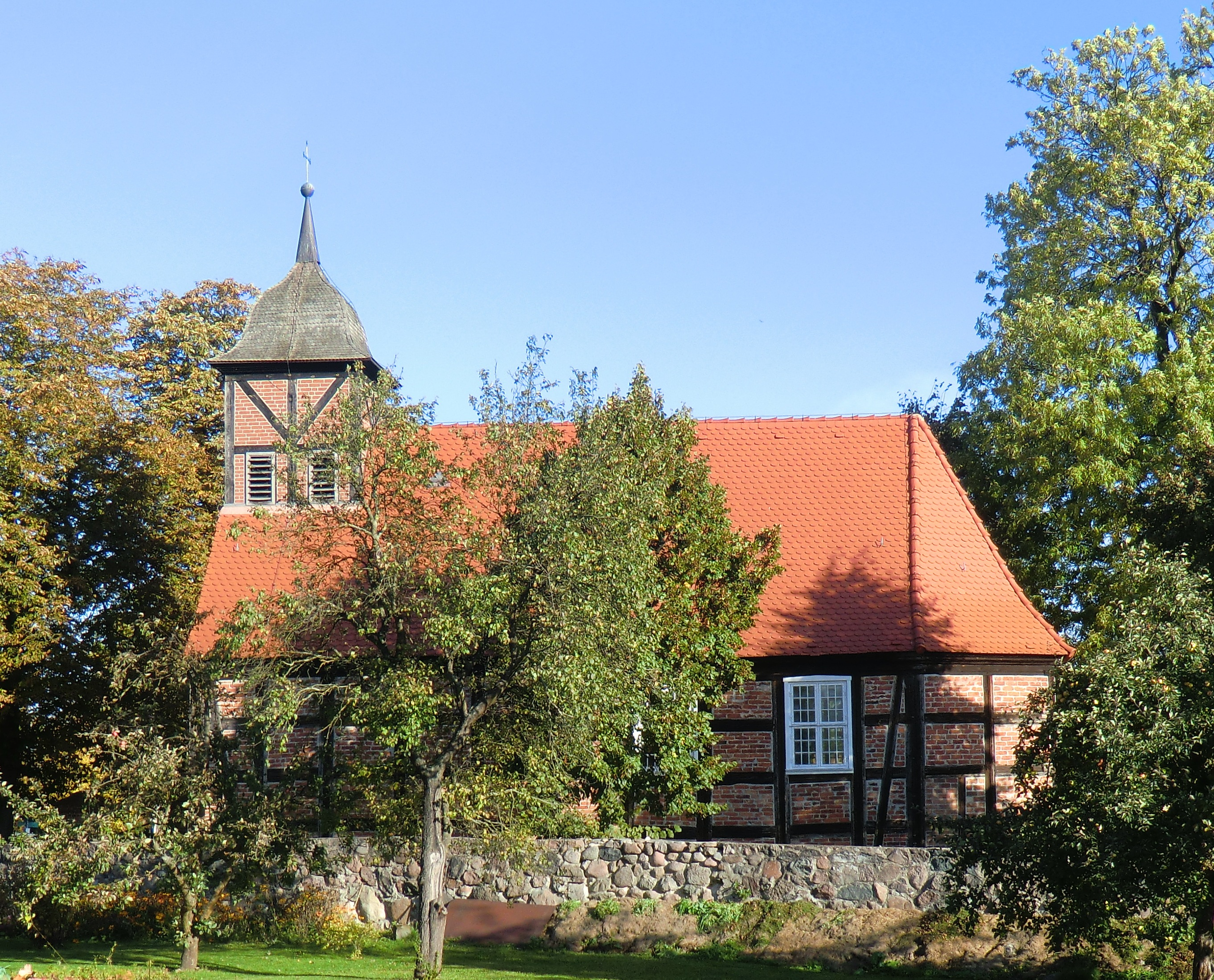
Dorfkirche in Krugsdorf

Das heute Schloss Krugdorf genannte denkmalgeschützte Gebäude in Krugsdorf im Landkreis Vorpommern-Greifswald in Mecklenburg-Vorpommern ist ein neubarockes Herrenhaus von 1924 mit einer 18 Hektar großen umgebenden Fläche. Es wird als Hotel & Golf Resort Schloss Krugsdorf genutzt.
Etwa 8 km östlich von Pasewalk an der Kreuzung der Landstraße nach Zerrenthin und Koblentz befindet sich mitten im Dorf das Hotel.

## Geschichte
Seit 1579 ist das Gut im Besitz der Familie von Eickstedt. Erster Besitzer war Valentin von Eickstedt (1527–1579). Er war Kanzler der Pommern-Wolgaster Regierung, Geheimer Rat, Amtshauptmann zu Wolgast und Ueckermünde. Ebenso war er Mitbesitzer der Güter von Damitzow und Clempenow (Rothenklempenow). 1579 wurde er wegen seiner Verdienste als Kanzler mit den Gütern Coblentz und Krugsdorf belehnt. Letzter Besitzer aus der Familie von Eickstedt war Hans Georg Dubslaff von Eickstedt (1860–1908). Dessen Vater Hans Benno Edmund von Eichstedt (1829–1894) ist auf dem Kirchhof der Krugsdorfer Kirche beigesetzt, wo der Grabstein bis heute erhalten ist. Lange Erbfolgen und hohe Verschuldungen veranlassten Hans Georg Dubslaff von Eickstedt 1898, das schlossartige Herrenhaus Krugsdorf mit all seinen Besitztümern (774 Hektar großes Gut) zu verkaufen. Das Gut ging in den Besitz der Familie Heuer über, die jedoch kinderlos blieb und gezwungen war, 1918 das Anwesen wieder zu verkaufen.
Nächster Eigentümer wurde der gelernte Stellmacher Johann Hintze, der vom Vorwerk Schwichtensee nach Krugsdorf übersiedelte. Das Gutshaus war zu diesem Zeitpunkt noch ein reetgedecktes Fachwerkhaus. Die umliegenden Arbeiterhäuser waren mit Stroh gedeckt. Während eines Sommergewitters brannte das reetgedeckte Gutshaus fast vollständig nieder. Hintze ließ das Schloss in der jetzigen Form als zweigeschossigen Putzbau errichten. Die Bauarbeiten führte von 1919 bis 1921 u. a. ein Stettiner Bauunternehmer durch, der inflationsbedingt bankrottging. Das Herrenhaus erhielt daher den Beinamen „Das Schloss für ein Pfund Butter“. Über dem Portal des Schlosses finden sich die Initialen JH des Bauherren.
Kurt Hintze, der Sohn von Johann Hintze, übernahm das Familiengut Krugsdorf. Nach seinem Tod im Alter von nur 42 Jahren übernahm seine Frau die Bewirtschaftung des großen Anwesens. Nach dem Zweiten Weltkrieg wurde das Gut enteignet.
Nach vorübergehenden Leerstand wurde das Gutshaus als Wohnhaus für Flüchtlingsfamilien genutzt. Nach 1948/49 übernahm der Kreis das Gut für Landtechnik (LPG). Das Gutshaus diente der Nutzung durch die LPG. 
Im Dezember 1985 übernahmen Sabine und Eberhard Kloth (als Pächter) die Konsumgaststätte im alten Schloss. 1990 ging es in den Besitz von Jan Brozius aus Uelzen über. Weiterhin war Fam. Kloth bis 1999 Pächter im Herrenhaus. Brozius baute das Schloss zum Hotel um. Am 23. Juli 1992 wurde das Schlosshotel eröffnet. Um die ansteigende Gästezahl unterzubringen, baute man 1993 zusätzlich ein Garni-Hotel, das im Frühjahr 1994 in Benutzung genommen wurde. 1999 ging das Schlosshotel in Insolvenz und stand danach leer.
2004 kaufte J.A. Fernhout das Schlosshotel und begann 2005 mit der Instandsetzung der Gebäude. Bis 2009 wurde ein Golfplatz errichtet. Anschließend erfolgte ab Winter 2009 die weitere Sanierung des Schlosses und ab dem Frühjahr 2010 die der Dependance. Der Innenausbau erfolgte nach Plänen der Innenarchitektin Thally van Beyeren. Am 29. Mai 2010 wurde das Schlosshotel Krugsdorf eröffnet.